# Jan Sobieski (cześnik koronny)
Jan Sobieski herbu Janina (zm. w 1712 roku) – cześnik koronny, sędzia kapturowy ziemi przemyskiej w 1696 roku.
Był synem Remigiana, miecznika lwowskiego, i Anny z Poradowskich. Stolnik przemyski od 1686 roku, strażnik wojskowy od 1692, starosta dębowiecki od 1693, cześnik koronny od 1696. W latach 1699 i 1701–1702 był posłem na sejm.
Poseł na sejm 1701 roku i sejm z limity 1701-1702 roku z ziemi sanockiej. 
Dwukrotnie żonaty, najpierw z Cecylią Wapowską, później z Konstancją Kossakowską, córką Mikołaja, kasztelana czernihowskiego. Zmarł bezpotomnie.